# Capoocan

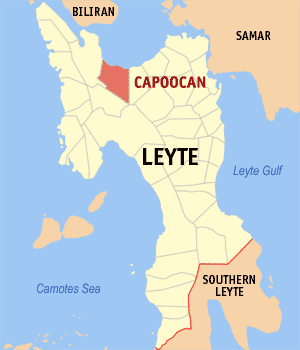
Bản đồ Leyte với vị trí của Capoocan

Capoocan là một đô thị hạng 4 ở tỉnh Leyte, Philippines. Theo điều tra dân số năm 2000 của Philipin, đô thị này có dân số 27.593 người trong 5.400 hộ.

## Các đơn vị hành chính
Capoocan được chia ra 21 barangay.
| - Balucanad - Balud - Balugo - Cabul-an - Gayad - Culasian - Guinadiongan - Lemon - Libertad - Manloy - Nauguisan | - Pinamopoan - Poblacion Zone I - Poblacion Zone II - Potot - San Joaquin - Santo Niño - Talairan - Talisay - Tolibao - Visares |